# 中華賭俠
《中華賭俠》，是於2000年8月上映的香港電影，由程小東導演、王晶監製，古天樂、張家輝、朱茵及鍾麗緹領銜主演。全片有賭術有搞笑有動作場面，加入高科技電腦特效並遠赴东京拍攝。

## 劇情
香港黑社會頭目澤西（張家輝飾）為人無厘頭兼手段高強，與女友芭娜娜（鍾麗緹飾）縱橫賭界。當他們在日本旅行時，遇見一個中華料理店主被黑幫欺負。澤西拔刀相助，危急時反被店主所救，原來此人是失蹤多時的賭王阿酷（古天樂飾）。阿酷擁有一手飛牌絕技，與女友可人（朱茵飾）、結拜兄弟楊光（林國斌飾）幾乎登上亞洲賭壇之巔。然而因楊光的背叛，令可人為救他不幸變成植物人，阿酷瞬間失去一切。澤西力勸阿酷回香港，但阿酷只願守候可人無心復出。一天，可人終於清醒過來，但楊光與手下再度出現，擄走可人來威脅阿酷出面與日本賭王鐵男（仓田保昭飾）爭奪亞洲賭王的位置，且暗地裡佈置更大的陷阱。

## 演員
| 演員     | 角色       | 备注 |
| 古天樂   | 阿酷       | 香港賭王，擁有飛牌絕技，一度隱居於日本。結局賭贏鐵男並殺死仇家楊光後，帶可人遠走高飛。                                           |
| 張家輝   | 澤西       | 香港黑社會頭目，擅於賭術，仰慕阿酷的傳說。在日本旅行時遇上退隱的阿酷，幫助阿酷對抗楊光並學習其飛牌技術。口沒遮攔，愛說不文語句。 |
| 朱茵     | 可人       | 阿酷女友，後來被楊光威脅結婚，害得變植物人。                                                                                     |
| 朱茵     | 伊人       | 可人孿生妹妹，幫助楊光假冒可人欺騙阿酷，但最後被楊光開槍殺死。                                                                   |
| 鍾麗緹   | 芭娜娜     | 澤西女友，家鄉在大溪地，不喜歡澤西說粗口。                                                                                       |
| 林國斌   | 楊光       | 本片終極大反派 阿酷義兄，背叛阿酷和鐵男，陷害可人，跟阿酷打鬥被捲入飛機渦輪中爆炸                                                |
| 仓田保昭 | 鐵男       | 本片反派 日本賭王，跟阿酷爭奪亞洲第一，被楊光開槍殺死。                                                                          |
| 梁家仁   | 火雞       | 本片反派 香港黑社會頭目，玩桌球輸給澤西。                                                                                        |
| 鄭祖     | 阿祖       | 本片反派 跟阿酷賭啤牌輸掉 |
| 王天林   | 火鍋店店主 | 跟澤西說出阿酷的經歷 |
| 李思蓓   | 火雞女友   | |
| 張啟樂   | 保鑣       | |

## 流行文化
劇中一幕，張家輝飾演的澤西被女友禁止講粗口，他遂寄調於黎明歌曲《眼睛想旅行》以跳唱形式唱出數句不文但不含粗口的歌詞，成為本片的名場面。2025年7月張家輝擔任《陳慧琳Season 2萬人結界演唱會》的表演嘉賓，張家輝與陳慧琳合唱《眼睛想旅行》前，該幕片段在演唱會上播出。
劇中古天樂飾演的阿酷關於賽馬博彩三T的論述，亦成為經典對白。